# الدوري الشمالي الممتاز 2011–12
الدوري الشمالي الممتاز 2011–12 هو موسم من دوري الشمال الممتاز ‏، وهو أعلى دوري كرة قدم في أيرلندا الشمالية، كان عدد الأندية المشاركة فيه 66، وفاز فيه Chester F.C. ‏.